# شبکه معماری باز

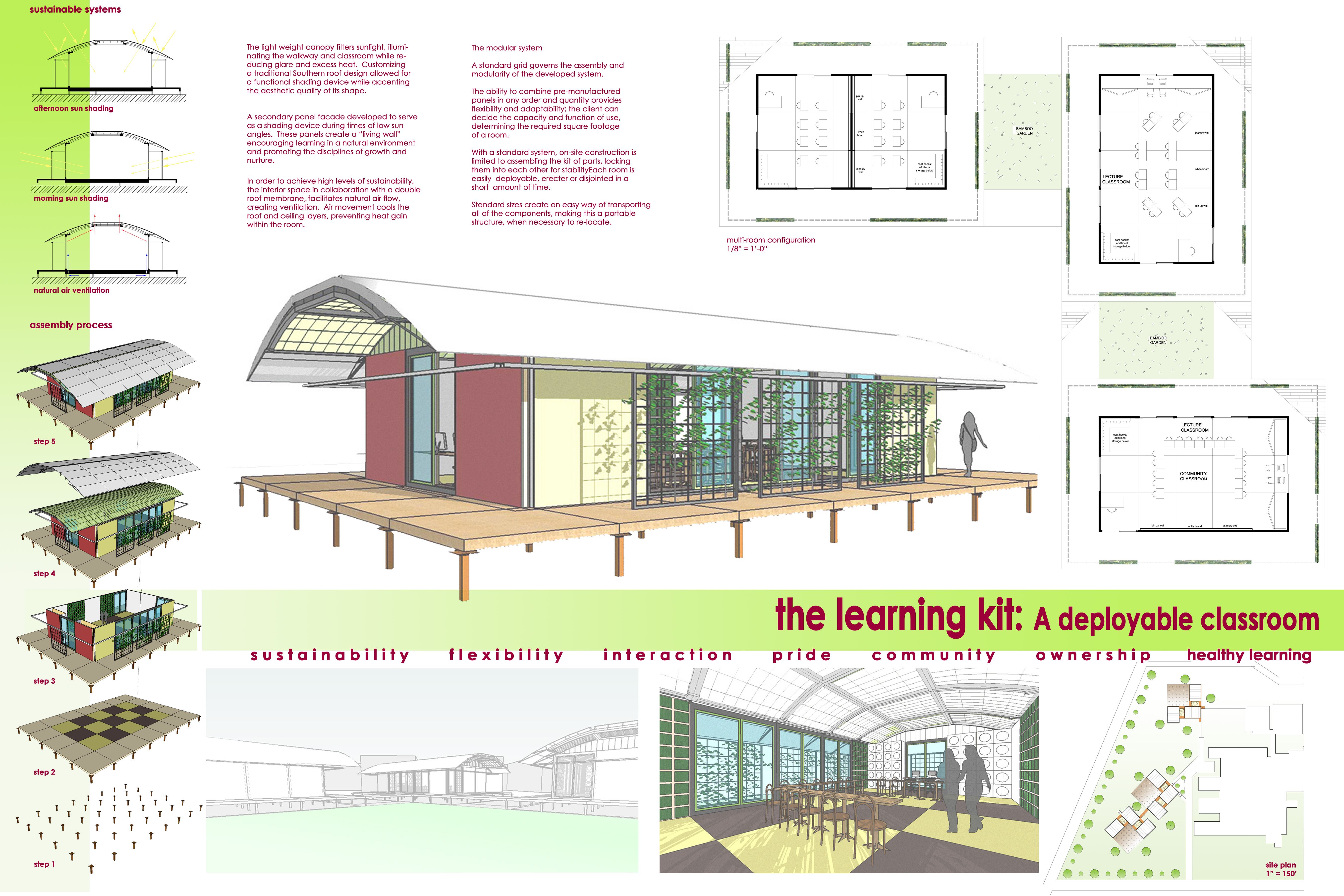
پیشنهاد طراحی کلاس درس قابل حمل و پایدار

شبکه معماری باز یک جامعه آنلاین آزاد یا متن‌باز بود که مختص بهبود شرایط زندگی جهانی توسط طراحی خلاقانه و پایدار است.
این شبکه توسط معماری برای بشریت توسعه یافته است.

## تاریخچه
شبکه معماری باز پس از آنکه یکی از موسسان آن، کامرون سینکلر، برنده جایزه TED در سال 2006 از کنفرانس طراحی سرگرم کننده فناوری شد، شکل گرفت. این جایزه(جایزه TED) به هر برنده "یک آرزو برای تغییر جهان" اهدا می‌کند.
نسخه بتا در TED2007 در ۱۷ اسفند ۱۳۸۵ (۸ مارس ۲۰۰۷) راه‌اندازی شد. اندکی پس از آغاز به کار این نسخه، AMD حمایت مالی از چالش معماری آزاد ۲۰۰۷ را یک مسابقه طراحی آزاد در کشورهای در حال توسعه برای بهبود امکانات فناوری بود را اعلام کرد.

## هدف
هدف این شبکه این است که به معماران، طراحان، مبتکران و رهبران جامعه دسترسی دهد تا ایده‌های مبتکرانه و پایدار، طراحی‌ها و برنامه‌های خود را به اشتراک بگذارند. هدف دیگر آن، مشاهده و بررسی طرح‌های ارسال شده توسط دیگران است. این فعالیت‌ها باعث می‌شود که که افراد در حرفه‌های مختلف و رهبران جامعه برای رسیدگی به چالش‌های طراحی‌های خاص بتوانند با یکدیگر همکاری کرده و باعث پیش رفتن پروژه‌های طراحی از مفهوم تا پیاده‌سازی کامل شوند. از حقوق مالکیت معنوی این افراد با استفاده از سامانهٔ مجوز کریتیو کامنز «برخی از حقوق محفوظ است» محافظت می‌کند و در برابر مسئولیت غیرقانونی مصون هستند.

## بیشتر
- معماری آزاد

## لینک های خارجی
- نسخه آرشیو شده OpenArchitectureNetwork.org
- اهداف بشردوستانه، راه‌حل‌های فناورانه
- چارچوب‌بندی معماری منبع‌باز
- وب 2.0 کار می‌کند